# Districte de Mabote
El districte de Mabote és un districte de Moçambic, situat a la província d'Inhambane. Té una superfície 14.577 kilòmetres quadrats. En 2007 comptava amb una població de 45.101 habitants. Limita al nord amb el districte de Machaze de la província de Manica i el districte de Machanga de la província de Sofala, a l'est amb els districtes de Govuro i Inhassoro, al sud amb el districte de Funhalouro i a l'oest amb els districtes de Chigubo i Massangena de la província de Gaza.

## Divisió administrativa
El districte està dividit en tres postos administrativos (Mabote, Zimane i Zinave), compostos per les següents localitats:
- Posto Administrativo de Mabote:
  - Mabote
  - Maculuve
  - Tanguane
- Posto Administrativo de Zimane:
  - Chitanga
  - Zimane
- Posto Administrativo de Zinave:
  - Benzane
  - Mussengue
  - Papatane